# Route nationale 834
Die Route nationale 834, kurz N 834 oder RN 834, war eine französische Nationalstraße, die von 1933 bis 1973 in drei Teilen zwischen Bernay und Trouville-sur-Mer verlief. Die Gesamtlänge der Abschnitte betrug 42 Kilometer. 1973 wurde der Abschnitt zwischen  Pont-l’Évêque und Trouville-sur-Mer von der Route nationale 177 übernommen. Dieser Abschnitt wurde 2006 abgestuft.